# Eva Lachkovics

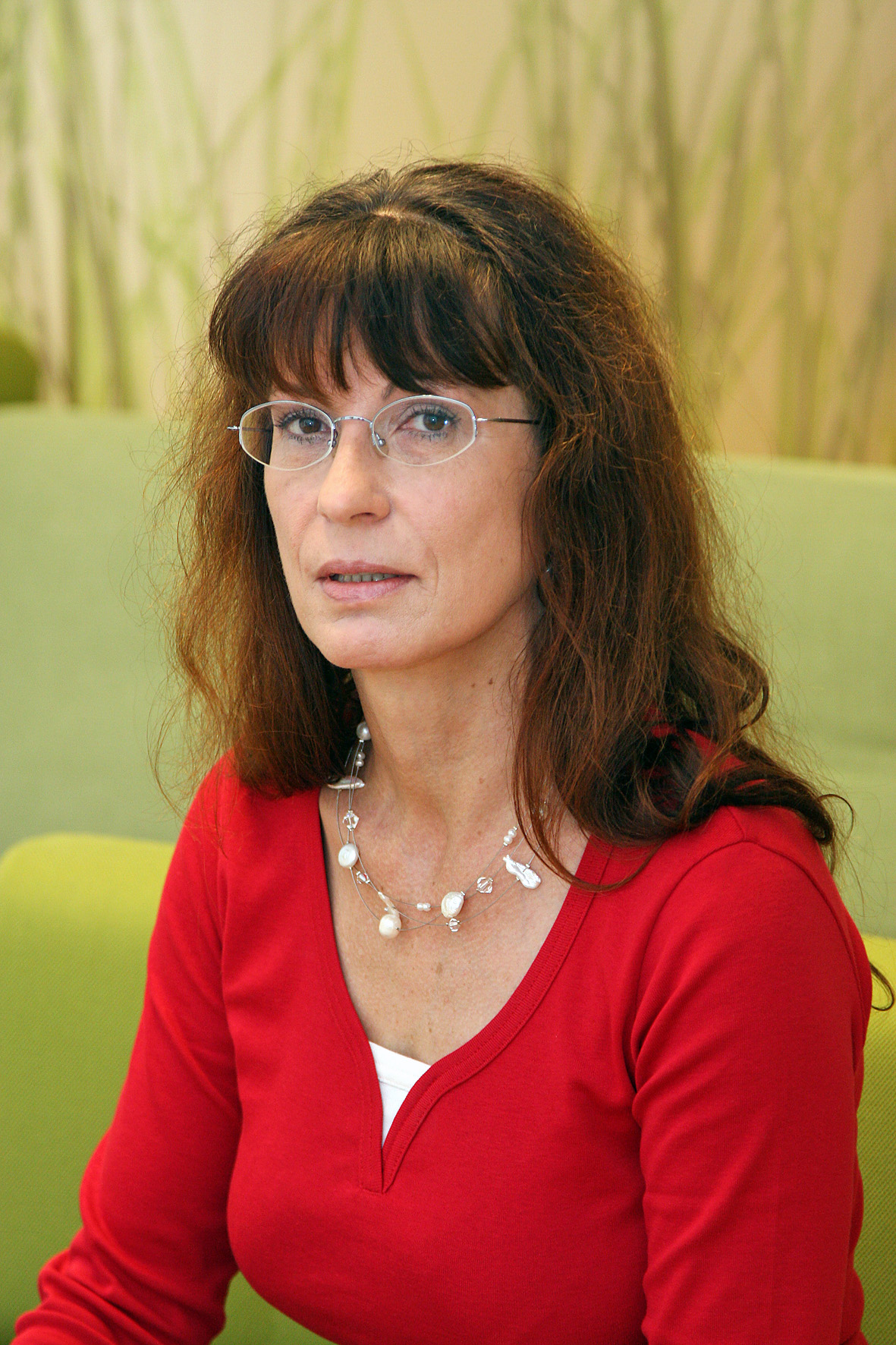
Eva Lachkovics

Eva Lachkovics (* 1. Oktober 1955 in Wien) ist eine österreichische Biochemikerin und Politikerin (Grüne). Sie war von 2008 bis 2010 Abgeordnete zum Landtag und Mitglied des Wiener Gemeinderats.

## Ausbildung und Beruf
Eva Lachkovics besuchte von 1962 bis 1966 die Volksschule Schrankenberggasse in Wien-Favoriten und zwischen 1966 und 1974 das Neusprachliche Gymnasium des Mädchenrealgymnasiums Wien 10 in der Laaer-Berg-Straße. Nach der Matura studierte sie zunächst von 1974 bis 1977 Technische Chemie an der Technischen Universität Wien und von 1977 bis 1981 Biochemie an der Universität Wien. Ihre Diplomarbeit verfasste sie über die „Mitochondriale Proteinsynthese während der Zelldifferenzierung von Saccharomyces cerevisiae“ am Institut für allgemeine Biochemie und erwarb im Dezember 1981 den akademischen Grad Magistra rer.nat.
Lachkovics war von Jänner 1982 bis August 1986 Leiterin des Informationszentrums von Health Action International (HAI) im Regionalbüro für Asien und den Pazifik der International Organisation of Consumers Unions (IOCU) (heute: Consumers International) in Penang, wobei sie dort als Angestellte des Wiener Instituts für Internationale Zusammenarbeit (IIZ) arbeitete. Zu ihren Aufgaben gehörten dabei die Konsumenteninformation über Pharmazeutika und Medikamentenpolitik in den Ländern der dritten Welt. Nachdem sie im März 1986 kurzfristig Informelle Mitarbeiterin beim Rural Advancement Fund International (RAFI) gewesen war, unternahm sie zwischen April und Mai 1986 Studienreisen in Süd- und Südostasiens zur Erhaltung der internationalen pflanzengenetischen Vielfalt und neuer Biotechnologien. In der Folge war sie von Jänner 1987 bis März 1992 Mitarbeiterin des IIZ und dabei Mitglied des internationalen „Staff“ von RAFI. Sie leitete das RAFI-Büro in Wien und arbeitete am "Seeds of Survival"-Programm zur Erhaltung der pflanzengenetischen Vielfalt und modernen Biotechnologien in Afrika. 
Nach ihrer Karenz war Lachkovic zwischen April 1992 und Dezember 1994 freiberufliche Mitarbeiterin in der Entwicklungszusammenarbeit und hielt Vorträge zu Biotechnologie und Saatguterhaltung. Danach war sie zwischen Jänner 1995 und November 2008 mit der Koordination, Administration und Leitung des Büros der „Grünen Frauen Wien“ sowie redaktionelle und gestalterische Betreuung der Zeitung der Grünen Frauen Wien und Organisation von Veranstaltungen betraut.

## Politik und Funktionen
Eva Lachkovics war von Dezember 1996 bis Oktober 2008 Grüne Bezirksrätin im dritten Bezirk Landstraße. Sie hatte dort zwischen 2001 und Oktober 2003 die Funktion stellvertretende Klubobfrau des Klubs der Landstraßer Grünen inne und war ab Oktober 2003 bis zu ihrem Ausscheiden aus der Bezirksvertretung Klubobfrau. In der Bezirksvertretung war Lachkovics stellvertretende Vorsitzende des Umweltausschusses und stellvertretende Vorsitzende der Sozialkommission. 
Von Oktober 2008 bis 2010 vertrat sie die Grünen als Abgeordnete zum Wiener Landtag und Mitglied des Wiener Gemeinderates. Sie rückte für Alev Korun nach, die in den Nationalrat wechselte. Lachkovics übernahm die Themenfelder Nahversorgung, Bio-Essen und Gentechnik. 
Seit 18. November 2010: Bezirksvorsteher-Stellvertreterin für den 3. Bezirk. 
Lachkovics ist seit 1999 Mitglied des Women in Development Europe-Netzwerks Österreich (WIDE) und war zwischen 2003 und 2005 Vorstandsmitglied von FIAN (FoodFirst Informations- und Aktionsnetzwerk) Österreich. Seit 2006 ist sie Vorstandsmitglied des WIDE-Netzwerks Österreich.

## Privates
Eva Lachkovics ist geschieden und hat eine Tochter.

## Veröffentlichungen
- Gertrude Klaffenböck, Eva Lachkovics, Südwind Agentur (Hrsg.): Biologische Vielfalt – Wer kontrolliert die globalen genetischen Ressourcen? Brandes & Apsel/Südwind, Frankfurt/Wien, 2001